# Чхве Джанхып Пётр
Чхве Джанхып Пётр или Пётр Чхве (кор. 최창흡 베드로, 1787 г., Сеул, Корея — 29 декабря 1839 года, Сеул, Корея) — святой Римско-Католической Церкви, катехизатор и мученик.

## Биография
Родился в 1787 году в семье государственных служащих в Сеуле. В раннем возрасте осиротел. С 13 лет изучал основы христианской веры. В 1801 году во время гонений его старший брат Иоанн Чхве принял мученическую смерть за свою веру, а его семья потеряла всё своё имущество. Женился на Магдалене Сон. В их браке родилось 11 детей, из которых 9 умерло в раннем детстве. В 1815 году возвратился к изучению христианства. Был крещён в 1821 году. Арестован 29 декабря 1839 года в Сеуле и в этот же день обезглавлен около Малых западных ворот вместе с Варварой Чо, Магдаленой Хан, Бенедиктой Хён, Варварой Ко, Магдаленой Ли и Елизаветой Чон. Его жена Магдалена Сон приняла мученическую смерть 31 января 1840 года и дочь Барбара Чхве — 1 февраля 1840 года.
Был беатифицирован 5 июля 1925 года Римским Папой Пием XI и канонизирован 6 мая 1984 года Римским Папой Иоанном Павлом II вместе с группой 103 корейских мучеников.
День памяти в Католической Церкви — 20 сентября.